# Список млекопитающих Афганистана
Это список видов млекопитающих, зарегистрированных в Афганистане. В Афганистане насчитывается 128 видов млекопитающих, из которых 4 находятся под угрозой исчезновения, 12 — в уязвимом положении, а 5 близки к уязвимому положению.
Следующие теги используются для выделения статуса сохранения каждого вида по оценке МСОП:
- — вымершие в дикой природе виды
- — исчезнувшие в дикой природе, представители которых сохранились только в неволе
- — виды на грани исчезновения (в критическом состоянии)
- — виды под угрозой исчезновения
- — уязвимые виды
- — виды, близкие к уязвимому положению
- — виды под наименьшей угрозой
- — виды, для оценки угрозы которым не хватает данных

Некоторые виды были оценены с использованием более ранних критериев. Виды, оцененные с использованием этой системы, имеют следующие категории вместо угрожаемых и наименее опасных:
| LR/cd | Lower risk/conservation dependent | Виды, которые были в центре внимания программ сохранения и, возможно, перешли в категорию более высокого риска, если эта программа была прекращена. |
| LR/nt | Lower risk/near threatened        | Виды, которые близки к тому, чтобы классифицироваться как уязвимые, но не являются объектом программ сохранения.                                    |
| LR/lc | Lower risk/least concern          | Виды, для которых не существует идентифицируемых рисков.                                                                                            |

## Подкласс:Звери

### Инфракласс:Eutheria

#### Отряд:Приматы
- Подотряд: Сухоносые приматы
  - Инфраотряд: Обезьянообразные
    - Парвотряд: Узконосые обезьяны
      - Надсемейство: Собакоголовые
        - Семейство: Мартышковые (Обезьяны Старого Света)
          - Род: Макаки
            - Макак-резус, Macaca mulatta LR/nt

#### Отряд:Грызуны(грызуны)
- Подотряд: Белкообразные
  - Семейство: Беличьи (белки)
    - Подсемейство: Sciurinae
      - Триба: Летяги
        - Род: Стрелохвостые летяги
          - Афганская летяга, Hylopetes baberi LR/nt

        - Род: Гигантские летяги
          - Гигантская летяга, Petaurista petaurista LR/lc

    - Подсемейство: Callosciurinae
      - Род: Пальмовые белки
        - Северная пальмовая белка, Funambulus pennantii LR/lc

    - Подсемейство: Xerinae
      - Триба: Xerini
        - Род: Spermophilopsis
          - Тонкопалый суслик, Spermophilopsis leptodactylus LR/lc

      - Триба: Marmotini
        - Род: Сурки
          - Длиннохвостый сурок, Marmota caudata LR/nt

        - Род: Суслики
          - Жёлтый суслик, Spermophilus fulvus LR/lc

  - Семейство: Соневые (сони)
    - Подсемейство: Leithiinae
      - Род: Лесные сони
        - Лесная соня, Dryomys nitedula LR/nt

  - Семейство: Тушканчиковые (тушканчики)
    - Подсемейство: Allactaginae
      - Род: Земляные зайцы
        - Малый тушканчик, Allactaga elater LR/lc
        - Евфратский тушканчик, Allactaga euphratica LR/nt
        - Тушканчик Хотсона, Allactaga hotsoni LR/lc

    - Подсемейство: Cardiocraniinae
      - Род: Трёхпалые карликовые тушканчики
        - Тушканчик Томаса, Salpingotus thomasi DD

    - Подсемейство: Dipodinae
      - Род: Пустынные тушканчики
        - Тушканчик Бланфорда, Jaculus blanfordi LR/lc

  - Семейство: Мышевиднохомячковые
    - Род: Мышевидные хомячки
      - Белуджистанский хомячок, Calomyscus baluchi LR/lc
      - Афганский мышевидный хомячок, Calomyscus mystax LR/nt

  - Семейство: Хомяковые
    - Подсемейство: Хомяки
      - Род: Серые хомячки
        - Серый хомячок, Cricetulus migratorius LR/nt

    - Подсемейство: Полёвковые
      - Род: Скальные полёвки
        - Серебристая полёвка, Alticola argentatus LR/lc

      - Род: Афганские полёвки
        - Афганская полёвка, Blanfordimys afghanus LR/lc
        - Бухарская полёвка, Blanfordimys bucharicus LR/nt

      - Род: Слепушонки
        - Афганская слепушонка, Ellobius fuscocapillus LR/lc

      - Род: Серые полёвки
        - Microtus juldaschi LR/lc
        - Microtus kirgisorum LR/lc
        - Закаспийская полёвка, Microtus transcaspicus LR/lc

  - Семейство: Мышиные (мыши, крысы, полевки, песчанки, хомяки и т. д.)
    - Подсемейство: Песчанковые
      - Род: Карликовые песчанки
        - Песчанка Сварта, Gerbillus aquilus LR/lc
        - Белуджистанская песчанка, Gerbillus nanus LC

      - Род: Малые песчанки
        - Песчанка Сундевалла, Meriones crassus LC
        - Краснохвостая песчанка, Meriones libycus LC
        - Полуденная песчанка, Meriones meridianus LR/lc
        - Персидская песчанка, Meriones persicus LR/lc
        - Песчанка Зарудного, Meriones zarudnyi EN

      - Род: Большая песчанка
        - Большая песчанка, Rhombomys opimus LR/lc

      - Род: Tatera
        - Индийская голопалая песчанка, Tatera indica LR/lc

    - Подсемейство: Мышиные
      - Род: Лесные и полевые мыши
        - Apodemus wardi LR/lc

      - Род: Азиатские мягкошёрстные крысы
        - Жёлтая крыса, Millardia gleadowi LR/lc

      - Род: Пластинчатозубые крысы
        - Пластинчатозубая крыса, Nesokia indica LC

      - Род: Крысы
        - Крыса Танезуми, Rattus tanezumi LR/lc
        - Rattus turkestanicus LR/lc

#### Отряд:Зайцеобразные(зайцеобразные)
- Семейство: Пищуховые (пищухи)
  - Род: Пищухи
    - Большеухая пищуха, Ochotona macrotis LR/lc
    - Рыжеватая пищуха, Ochotona rufescens LR/lc
    - Красная пищуха, Ochotona rutila LR/lc
- Семейство: Зайцевые (кролики, зайцы)
  - Род: Зайцы
    - Капский заяц, Lepus capensis LR/lc

#### Отряд:Ежеобразные(ежи и гимнуры)
- Семейство: Ежовые (ежи)
  - Подсемейство: Ежиные
    - Род: Ушастые ежи

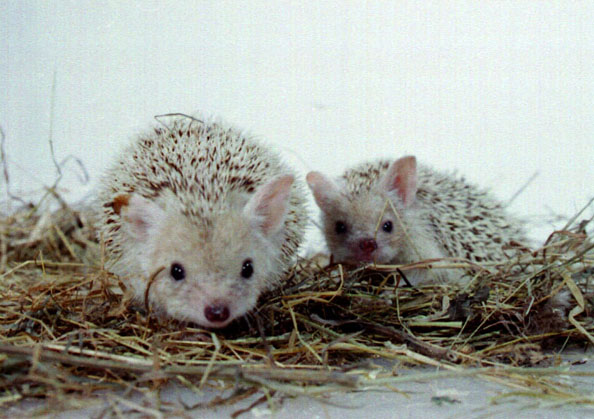
Ушастый ёж

      - Ушастый ёж, Hemiechinus auritus LR/lc

    - Род: Длинноиглые ежи
      - Длинноиглый ёж, Paraechinus hypomelas LR/lc

#### Отряд:Насекомоядные(землеройки, кроты и щелезубы)

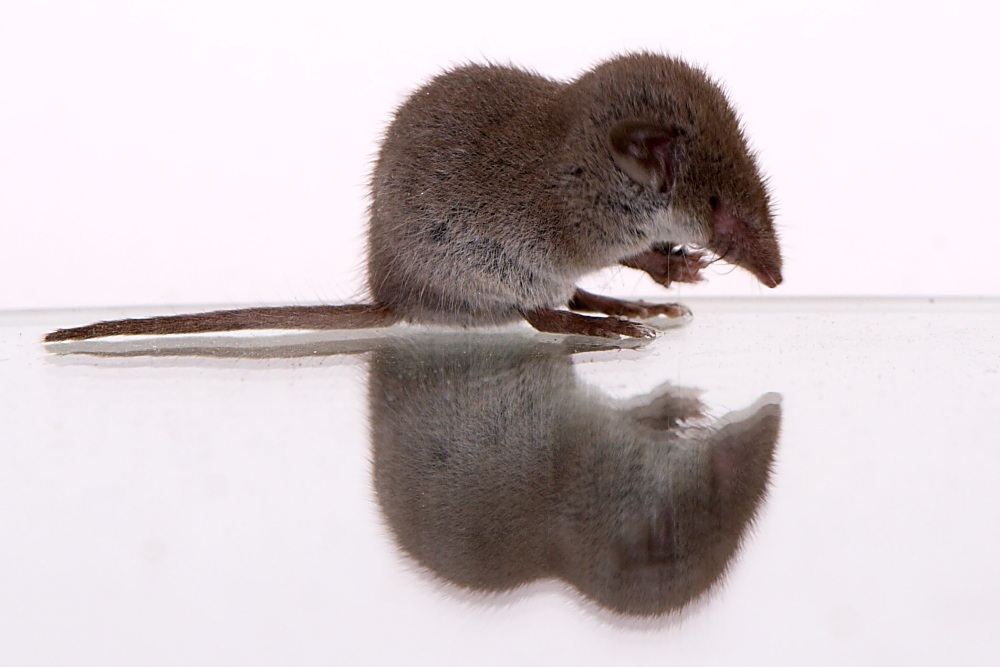
Малая белозубка

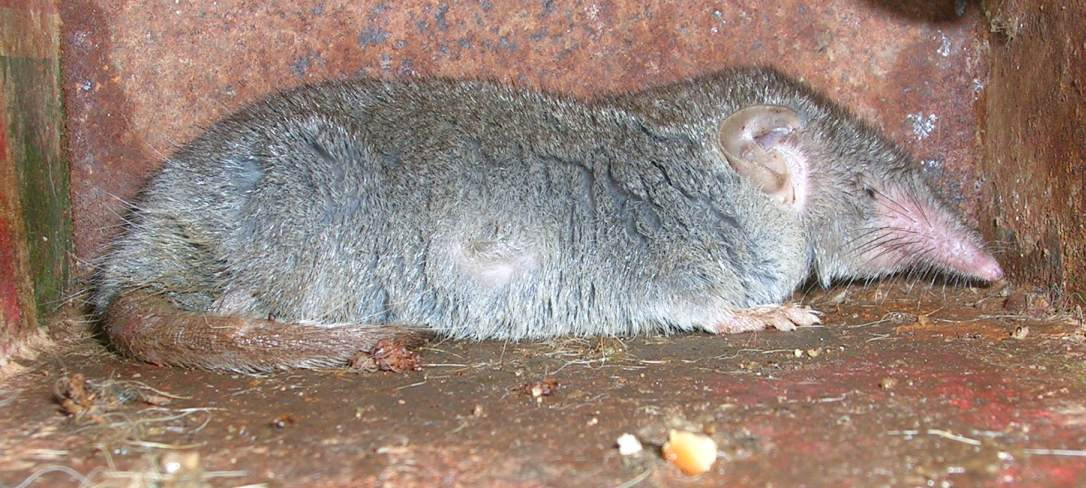
Гигантская белозубка

- Семейство: Землеройковые (землеройки)
  - Подсемейство: Белозубочьи
    - Род: Белозубки
      - Crocidura gmelini, Crocidura gmelini LR/lc
      - Сумрачная белозубка, Crocidura pullata LR/lc
      - Малая белозубка, Crocidura suaveolens LR/lc
      - Белозубка Зарудного, Crocidura zarudnyi LR/lc

    - Род: Многозубки
      - Карликовая многозубка, Suncus etruscus LC
      - Гигантская белозубка, Suncus murinus LR/lc

  - Подсемейство: Бурозубочьи
    - Триба: Soricini
      - Род: Бурозубки
        - Малая бурозубка, Sorex minutus LR/lc

#### Отряд:Рукокрылые(летучие мыши)

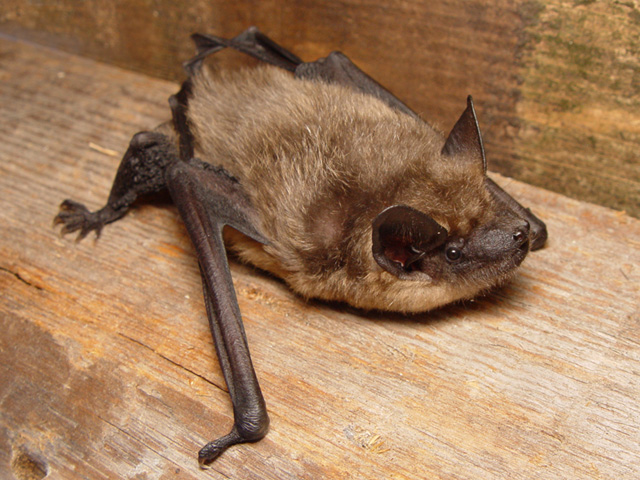
Поздний кожан

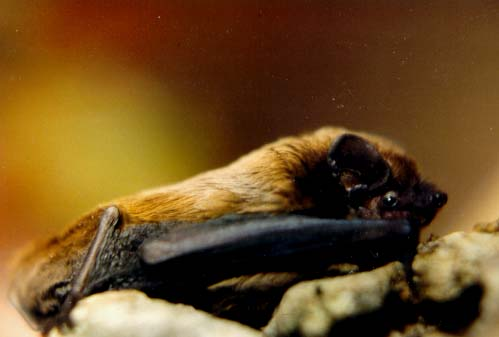
Малая вечерница

- Семейство: Гладконосые летучие мыши
  - Подсемейство: Myotinae
    - Род: Myotis
      - Остроухая ночница, Myotis blythii LR/lc
      - Трёхцветная ночница, Myotis emarginatus VU
      - Стройная ночница, Myotis formosus LR/lc
      - Длиннохвостая ночница, Myotis frater LR/nt
      - Кашмирская ночница, Myotis longipes VU
      - Малая ночница, Myotis muricola LR/lc
      - Усатая ночница, Myotis mystacinus LR/lc

  - Подсемейство: Vespertilioninae
    - Род: Широкоушки
      - Азиатская широкоушка, Barbastella leucomelas LR/lc

    - Род: Кожаны
      - Пустынный кожан, Eptesicus bottae LC
      - Гобийский кожанок, Eptesicus gobiensis LR/lc
      - Синдский кожан, Eptesicus nasutus VU
      - Поздний кожан, Eptesicus serotinus LR/lc

    - Род: Кожановидные нетопыри
      - Кожановидный нетопырь, Hypsugo savii LR/lc

    - Род: Вечерницы
      - Малая вечерница, Nyctalus leisleri LR/nt
      - Горная вечерница, Nyctalus montanus LR/nt

    - Род: Otonycteris
      - Белобрюхий стрелоух, Otonycteris hemprichii LR/lc

    - Род: Нетопыри
      - Коромандельский нетопырь, Pipistrellus coromandra LR/lc
      - Яванский нетопырь, Pipistrellus javanicus LR/lc
      - Средиземноморский нетопырь, Pipistrellus kuhlii LC
      - Нетопырь-карлик, Pipistrellus pipistrellus LC
      - Тонкий нетопырь, Pipistrellus tenuis LR/lc

    - Род: Ушаны
      - Серый ушан, Plecotus austriacus LR/lc

    - Род: Домовые гладконосы
      - Scotophilus heathi LR/lc

    - Род: Двухцветные кожаны
      - Двухцветный кожан, Vespertilio murinus LR/lc

  - Подсемейство: Miniopterinae
    - Род: Длиннокрылы
      - Обыкновенный длиннокрыл, Miniopterus schreibersii LC
- Семейство: Мышехвостые
  - Род: Мышехвосты
    - Мышехвост Хардвика, Rhinopoma hardwickei LC
    - Малый мышехвост, Rhinopoma muscatellum LR/lc
- Семейство: Бульдоговые летучие мыши
  - Род: Складчатогубы
    - Широкоухий складчатогуб, Tadarida teniotis LR/lc
- Семейство: Копьеносые
  - Род: Афроазиатские ложные вампиры
    - Индийский ложный вампир, Megaderma lyra LR/lc
- Семейство: Подковоносые
  - Подсемейство: Rhinolophinae
    - Род: Подковоносы
      - Средиземноморский подковонос, Rhinolophus blasii NT
      - Rhinolophus bocharicus LR/lc
      - Большой подковонос, Rhinolophus ferrumequinum LR/nt
      - Малый подковонос, Rhinolophus hipposideros LC
      - Индийский подковонос, Rhinolophus lepidus LR/lc
      - Очковый подковонос, Rhinolophus mehelyi VU

  - Подсемейство: Hipposiderinae
    - Род: Трезубценосы
      - Обыкновенный трезубценос, Asellia tridens LC

    - Род: Подковогубы
      - Бурый подковогуб, Hipposideros fulvus LR/lc

#### Отряд:Хищные(хищники)

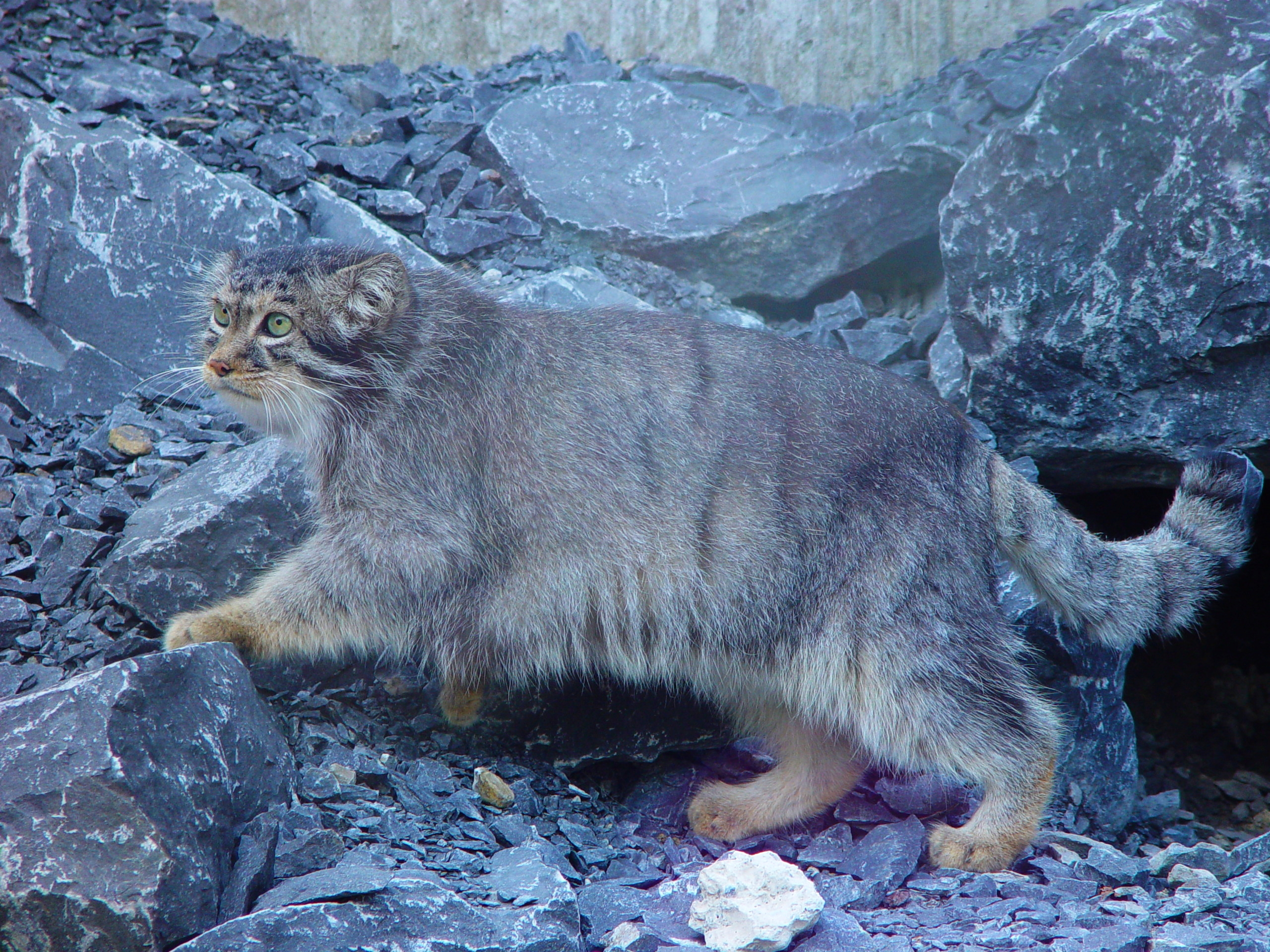
Манул

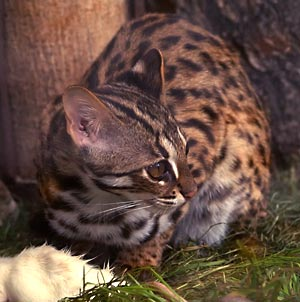
Бенгальская кошка

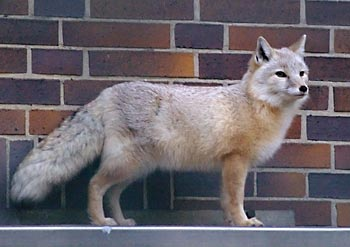
Корсак

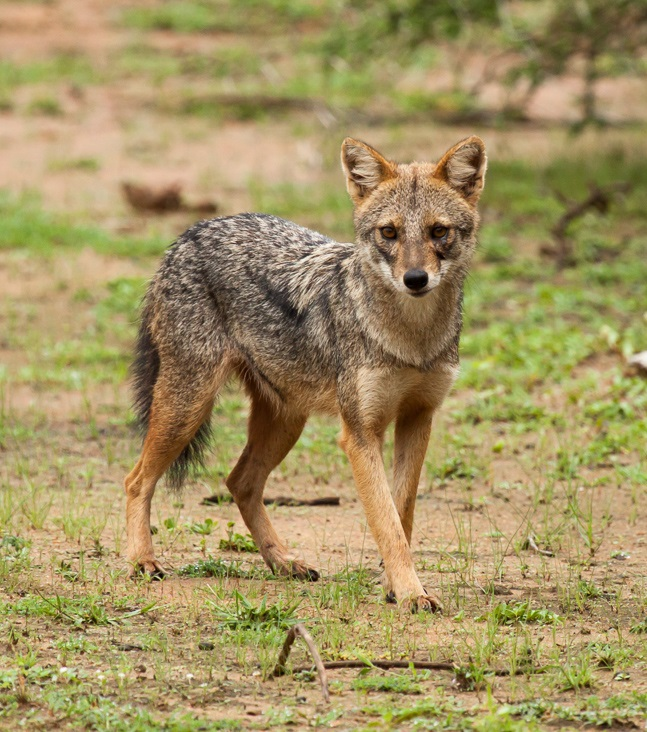
Обыкновенный шакал

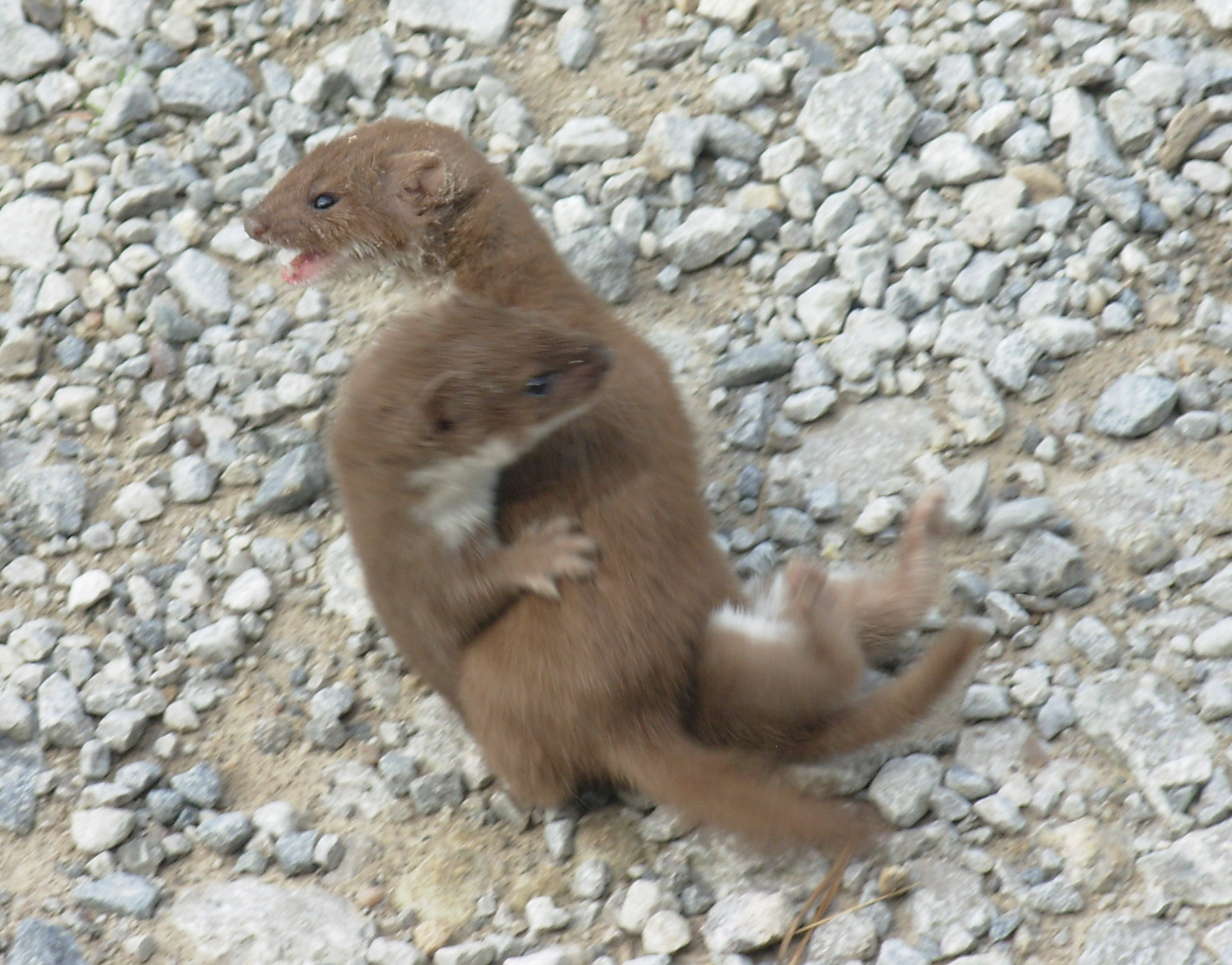
Ласка

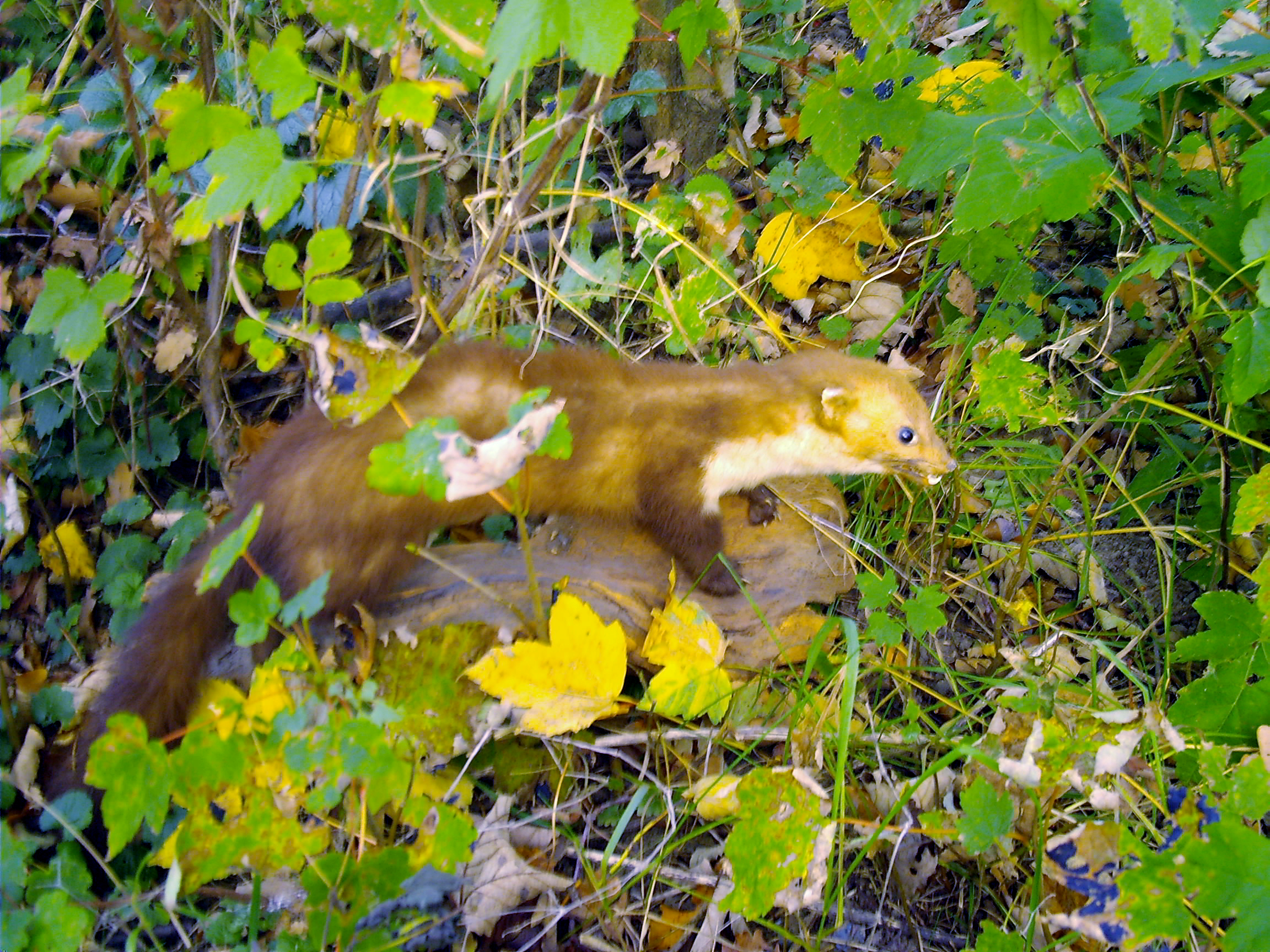
Каменная куница

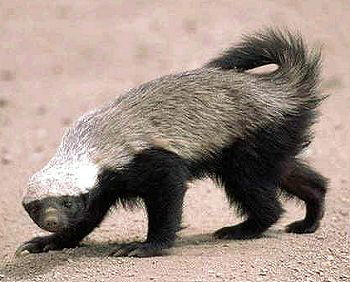
Медоед

Следующие виды перечислены как исторически присутствующие:
- Подотряд: Кошкообразные
  - Семейство: Кошачьи (коты)
    - Подсемейство: Малые кошки
      - Род: Гепарды
        - Азиатский гепард, Acinonyx jubatus venaticus CR — вымерший в масштабе всей страны

      - Род: Каракалы
        - Каракал, Caracal caracal schmitzi LC

      - Род: Кошки
        - Камышовый кот, Felis chaus LC
        - Felis silvestris ornata, Felis silvestris ornata LC

      - Род: Манулы
        - Манул, Otocolobus manul ferruginea NT

      - Род: Рыси
        - Туркестанская рысь, Lynx lynx isabellinus NT

      - Род: Восточные кошки
        - Бенгальская кошка, Prionailurus bengalensis LC

    - Подсемейство: Большие кошки
      - Род: Пантеры
        - Индийский леопард, Panthera pardus fusca EN[4]
        - Ирбис, Panthera uncia EN
        - Туранский тигр, Panthera tigris virgata EX

  - Семейство: Мангустовые (мангусты)
    - Род: Мангусты
      - Обыкновенный мангуст, Herpestes edwardsii LR/lc
      - Яванский мангуст, Herpestes javanicus LR/lc

  - Семейство: Гиены (гиены)
    - Род: Hyaena
      - Полосатая гиена, Hyaena hyaena LR/nt
- Подотряд: Псообразные
  - Семейство: Псовые (собаки, лисы)
    - Род: Лисицы
      - Афганская лисица, Vulpes cana VU
      - Корсак, Vulpes corsac LC
      - Песчаная лисица, Vulpes rueppelli DD
      - Рыжая лисица, Vulpes vulpes LC

    - Род: Волки
      - Индийский шакал, Canis aureus aureus LC
      - Азиатский волк, Canis lupus pallipes LC

  - Семейство: Медвежьи (медведи)
    - Род: Медведи
      - Гималайский бурый медведь, Ursus arctos isabellinus LR/lc
      - Гималайский медведь, Ursus thibetanus VU

  - Семейство: Куньи (куньи)
    - Род: Хорьки
      - Горностай, Mustela erminea LR/lc
      - Ласка, Mustela nivalis LR/lc

    - Род: Vormela
      - Перевязка, Vormela peregusna LR/lc

    - Род: Куницы
      - Каменная куница, Martes foina LR/lc
      - Харза, Martes flavigula

    - Род: Барсуки
      - Барсук, Meles meles LC

    - Род: Mellivora
      - Медоед, Mellivora capensis LR/lc

    - Род: Выдры
      - Выдра, Lutra lutra NT

#### Отряд:Непарнокопытные(непарнокопытные)
- Семейство: Лошадиные (лошади и т. д.)
  - Род: Лошади
    - Туркменский кулан, Equus hemionus kulan EN — вымерший локально
    - Онагр, Equus hemionus onager EN — вымерший локально

#### Отряд:Парнокопытные(парнокопытные)
- Семейство: Свиньи (свиньи)
  - Подсемейство: Suinae
    - Род: Кабаны
      - Дикий кабан, Sus scrofa LR/lc
- Семейство: Кабарговые
  - Род: Кабарги
    - Moschus cupreus EN
- Семейство: Оленевые (олени)
  - Подсемейство: Настоящие олени
    - Род: Настоящие олени
      - Cervus affinis LR/lc

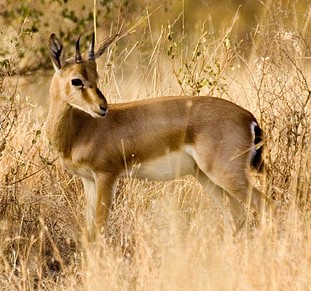
Gazella bennettii

- Семейство: Полорогие (крупный рогатый скот, антилопы, овцы, козы)
  - Подсемейство: Настоящие антилопы
    - Род: Газели
      - Gazella bennettii, Gazella bennettii LC
      - Джейран, Gazella subgutturosa VU

  - Подсемейство: Козьи
    - Род: Горные козлы
      - Безоаровый козёл, Capra aegagrus VU
      - Винторогий козёл, Capra falconeri EN
      - Сибирский горный козёл, Capra sibirica LR/lc

    - Род: Горалы
      - Гималайский горал, Naemorhedus goral LR/nt

    - Род: Бараны
      - Архар, Ovis ammon VU
      - Муфлон, Ovis orientalis VU